# Skanky’Lil Records
Skanky’Lil Records ist ein Independent-Label aus Antwerpen (Belgien).

## Geschichte
Skanky’Lil Records wurde 1989 vom britischen Ska-Musiker Mark Foggo gegründet. Zu Beginn ging es vor allem darum die älteren und mittlerweile vergriffenen Alben von Mark Foggo als Re-Release erneut zu veröffentlichen, die erste Platte war deshalb „Ska-Pig“ (Skanky’Lil Records 1989), die zuvor bereits beim englischen Label Skank Records erschienen war. In den folgenden Jahren nahm Skanky’Lil weitere Ska- und Punk-Bands aus verschiedenen europäischen Ländern unter Vertrag. Der Tonträgervertrieb erfolgt über Cargo Records. Skanky’Lil Records ist, wie viele andere Independent-Label, auch im Bereich Konzertbooking, Bandmanagement und Promotion tätig.

## Bands (Auswahl)
- Mark Foggo’s Skasters
- Babayaga
- The Rough Kutz
- Evil Conduct
- Good Old Habit
- The Hotknives
- Skaguitar
- The Babyshakers